# Madurai

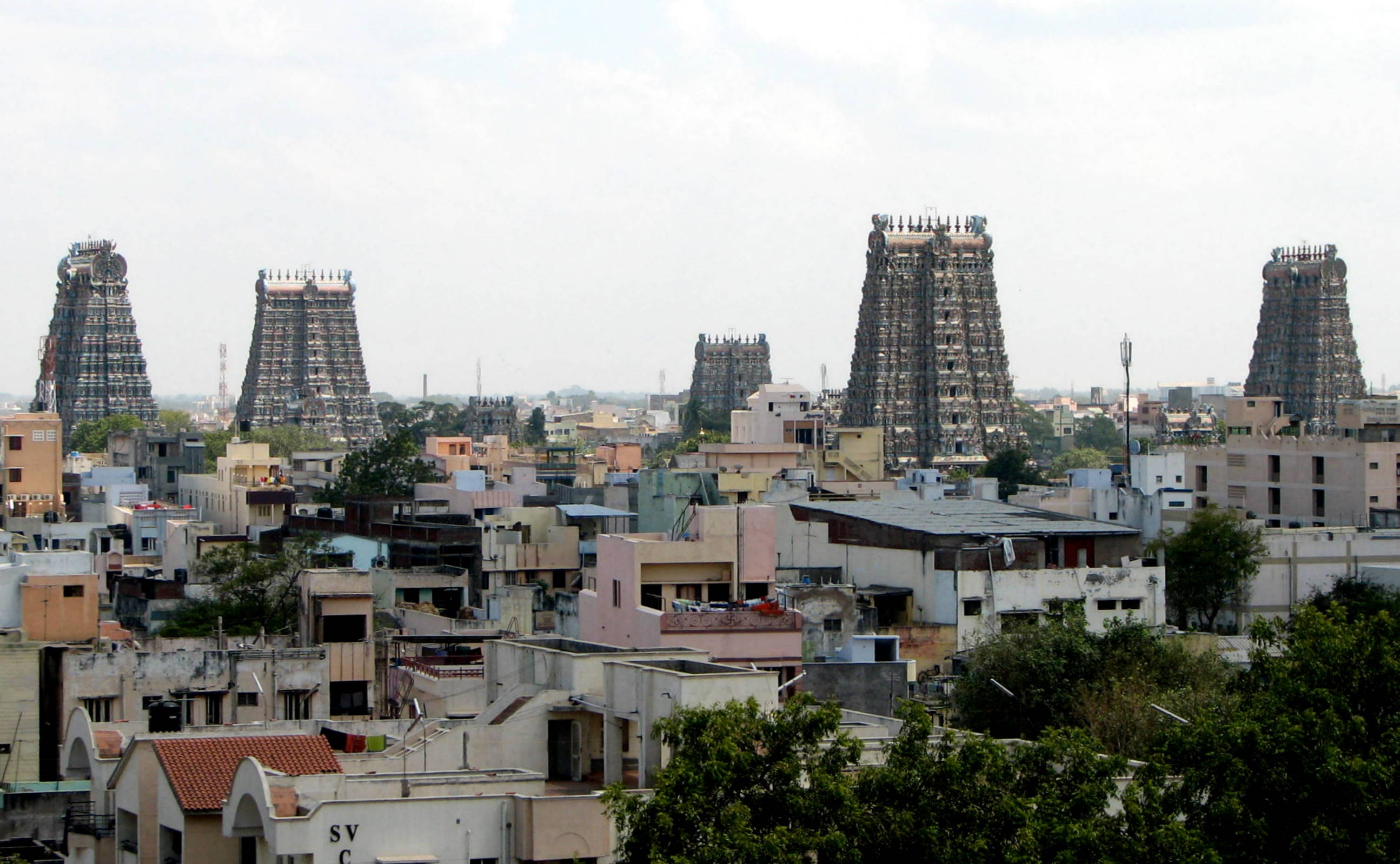
la ciutat amb les torres del temple

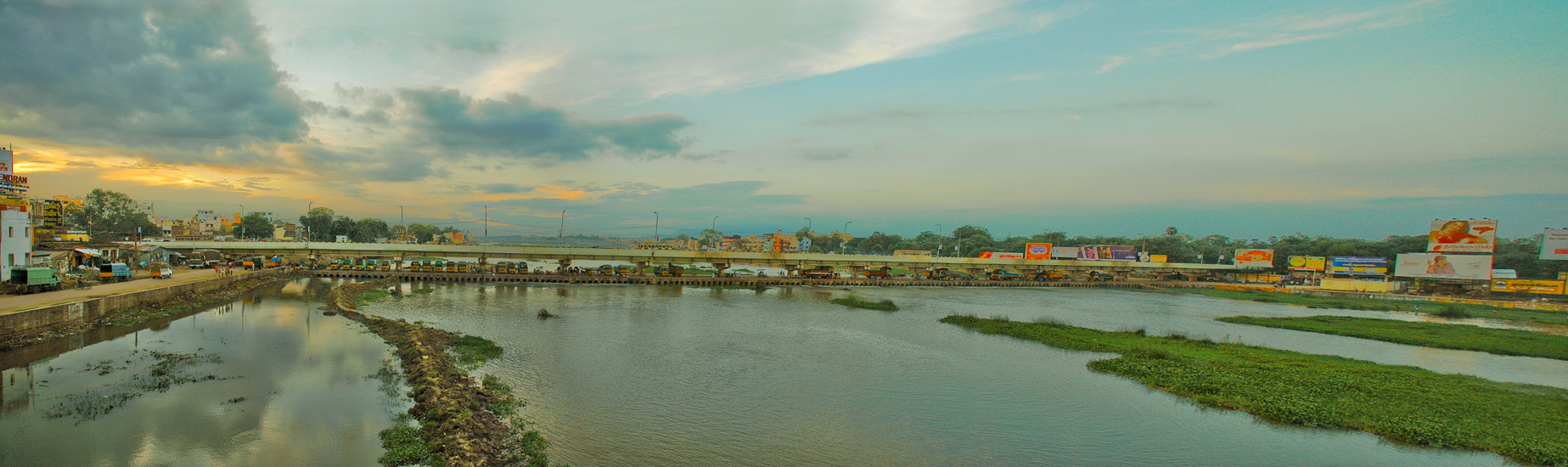
Riu Vaigai

Madurai (en tàmil மதுரை) és una ciutat i corporació municipal de l'Índia, capital del districte de Madurai a l'estat de Tamil Nadu, a la riba del riu Vaigai. Se l'anomena Koodal Maanagar (capital cultural), Malligai Maanagar (ciutat dels gessamins), Thoonga Nagaram (ciutat de l'insomni) i "Atenes de l'est". Segons el cens del 2001, la població de la ciutat i la corporació municipal era de 928.869 habitants, i la de l'àrea metropolitana d'1.194.665 o 1.203.095 habitants. La població el 1871 era de 51.987 habitants; el 1881 de 73.807; el 1891 de 87.428; i el 1901 de 105.984.

## Història
Madurai és la ciutat més vella que amb seguretat fou contínuament habitada. Jo ho era potser vers 500 aC i en tot cas vers 300 aC quan fou visitada per Megastenes i fou centre de l'estat dels pandyes; més tard molt romans i grecs van estar a Madurai i segurament hi ha haver un establiment comercial romà i soldats romans van servir als reis pandyes. Claudi Ptolemeu esmenta Pandion al cotat oriental del cap Comorin. L'autor del Periplus descriu la costa malabar sota el rei Pandion. Inscripcions a les roques donen noms i títols dels reis pandyes. Una crònica local en sànscrit, la Mathura Sthara Purana, escrita vers el 1000, done també força informació. El darrer rei pandya independent fou Sundara Pandya al final del segle X que seria el Kun Pandya de les llegendes tàmils, que va exterminar als jains i va conquerir el regne de Cola, per acabar sent enderrocat pels mateixos coles que haurien obtingut alguna aliança externa.
El coles van fer vassalls als pandyes i encara que aquestos van retornar a governar de manera independent, vers el 1324 Madura fou ocupada per Malik Kafur i el 1372 va passar a l'imperi de Vijayanagar.
Segurament per extinció de la dinastia pandya, el rei de Vijayanagar va nomenar un nayak (virrei) vers el 1521. Sota els nayaks es va establir el sistema feudal. La ciutat de Madura tenia 72 torres i cadascuna era encarregada a un feudatari junt amb una part definida del territori, a canvi de serveis militars; aquests castellans van esdevenir els 72 poligars (palegars, palaylams, palaykarans i altres variants del nom) o senyors feudals alguns dels quals van subsistir fins a la llei que els va abolir el 1953 (i de fet fins a 1955). El principal d'aquestos (formalment declarat el primer noble el 1605) fou el setupati de Maravar (Ramnad); el seu estat va subsistir després de la descomposició de Madura, però el 1729 es va dividir entre el setupati de Ramnad i un rebel que va agafar el títol de raja de Sivaganga.
El nayak va esdevenir independent de fet a la segona meitat del segle xvi i de dret a la primera meitat del segle xvii. Vegeu Regne Nayak de Madura.
Ocupada pels britànics en les guerres del Carnàtic el 1760, va quedar en poder nominal del nawab d'Arcot pel Tractat de París (1763) confirmat per l'emperador mogol el 1765. El 1783 els britànics la van ocupar i el 1790 la van incloure en un districte. Va esdevenir capital de districte després del 1801 quan el nawab d'Arcot va haver de cedir els seus dominis als britànics. El 1866 es va constituir la municipalitat.

## Clima
El clima és sec i calorós amb pluges del monsó del nord-est de l'octubre al desembre. A l'estiu la temperatura pot pujar fins a entre 26,3 i 43 graus i a l'hivern entre 29,6 i 18 graus. La pluja mitjana és de 85 cm any. Les principals dades del clima de Madurai es poden veure al diagrama a la dreta:

## Geografia
La superfície de la corporació municipal de Madurai és de 52 km² i l'àrea metropolitana de 130 km. Està situada a 101 metres sobre el nivell de la mar a la riba del riu Vaigai.

## Llengua
La llengua comuna és el tàmil però amb un dialecte anomenat tàmil de Madurai. Es parlen també l'anglès, urdú, malayalam, telugu i altres, però de manera limitada.

## Administració
L'administració a part del districte (sota un col·lector) correspon a la Corporació Municipal de Madurai, la segona de l'estat (fou fundada el 1971) després de la de Chennai.
Hi ha diverses autoritats religioses:
- Aadheenam, cap vaixnavita
- Kaziyar, cap dels musulmans
- Arquebisbe, cap catòlic (diòcesi refundada el 1938 com Madura, rebatejada Madurai el 1950)

## Llocs d'interès
- Temple Meenakshi Sundareswarar amb quatre grans torres i moltes altres més petites

- Parc aquàtic Athisayam a 20 km
- Eco park
- Vall d'Hava
- Parc infantil de Rajaji
- Museu Gandhi
- Estadi de carreres MGR
- Estadi de criquet d'Arasaradi

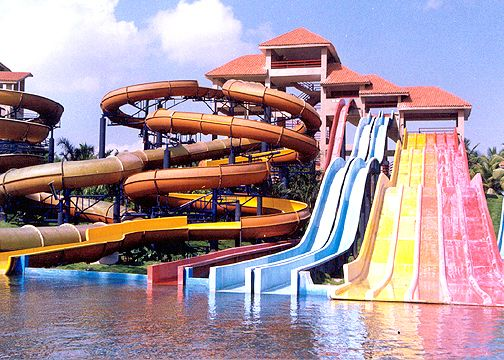
Athisayam, parc aquàtic

- Llacuna del temple de Theppakuzham
- Palau de Tirumalai Nayaka

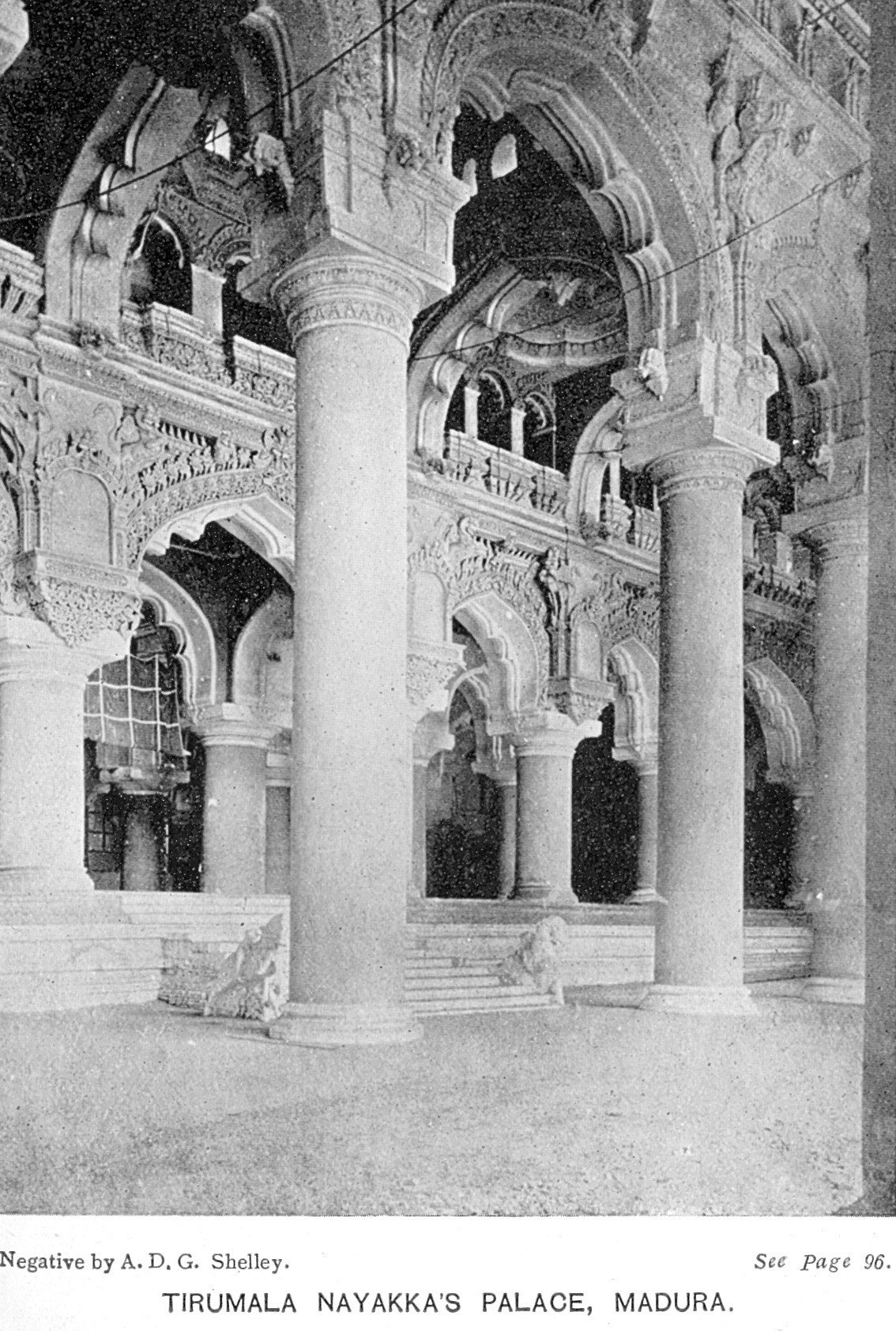
Thirumalai Nayak, palau

- Gran mesquita de Kazimar (Periya Pallivasal) i Maqbara
- Temple de Thiruparankundram a 8 km
- Goripalayam Dargah (tombes)
- Temple de Koodal Azhagar Koil (dedicat a Vixnu)
- Catedral de Santa Maria a 2 km, del segle XVI
- Azhagar Kovil (Capella de Vixnu)
- Kodaikanal, estació de muntanya (a 120 km)
- Presa de Vaigai (a 70 km)
- Cascades Suruli (a 123 km)
- Thekkady / Kumily, reserva de la vida salvatge a Periyar am 777 km² dels quals 360 de densa jungla, reserva de tigres des de 1978 (a 155 km)
- Coutrallam, cascades prop de Tirunelveli, a uns 160 km

## Persones il·lustres
- Magesh Chandran Panchanathan (n. 1983), Gran Mestre d'escacs
- Augustus De Morgan (1806-1871), matemàtic britànic

## Aeroport

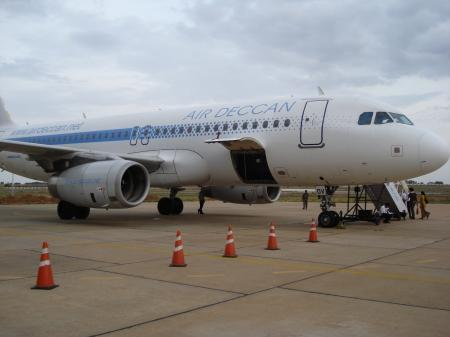
Air Deccan al aeroport

Disposa d'un aeroport (codi IXM) a 9 km amb tres enllaços internacionals a Sri Lanka, Singapur i els Emirats Àrabs Units. A 130 km hi ha l'aeroport internacional de Tiruchirapalli

## Nota
1. ↑  «Temperature and Rainfall chart».   Nirvana Tour. Arxivat de l'original el 2008-12-29. [Consulta: 25 maig 2008].